# 日本マーチングバンド協会
一般社団法人日本マーチングバンド協会（にほんまーちんぐばんどきょうかい）は、日本国内におけるマーチングバンドの普及・発展および資質の向上と、青少年の健全な人格育成を目的に活動する全国組織である。英語名称はJAPAN MARCHING BAND ASSOCIATIONであり、JMBAと略される。
主な活動としてパレード・フェスティバル・各種コンテスト・選手権大会・講習会・研修会の開催、国際的大会への参加など。

## 歴史

### 設立前夜
昭和30年代、米海軍第7艦隊に軍楽隊として乗船し、横須賀に駐留していたアメリカ海兵隊ドラム＆ビューグル・コーのメンバーが横浜で地元の学生らにマーチングの指導を行った。その後、彼らの指導を受けた当時関東学院教諭・広岡徹也を中心に、関東学院ビューグルバンドのOB/OG・日本大学高校のOB・京浜女子大学付属トランペット鼓隊(現：鎌倉女子大学中等部・高等部マーチングバンド)のOGが加わり、1966年に日本初の一般編成によるマーチングバンド「日本ビューグルバンド」を結成した。
1967年1月10日、日本ビューグルバンド主催による自身の発表会として「第1回パレードバンドフェスティバル」を横浜市文化体育館で開催。このパレードバンドフェスティバルが、現在開催されている「マーチングバンド・バトントワーリング全国大会」の原点となる。
そして、第1回パレードバンドフェスティバル開催に携わった人々により、日本パレードバンドアソシエイションが設立される。

### 設立以降のあゆみ
- 1967年6月17日 - 日本パレードバンドアソシエイション発会式。理事長に関東学院の広岡徹也が就任
- 1967年8月3日〜8月5日 - 第1回パレード・バンド講習会を開催（於：神奈川県 湯河原観光会館・湯河原小学校）
- 1967年12月17日 - 第2回パレードバンドフェスティバルを主催
- 1972年 - 全日本マーチングバンド連盟と改称[1]
- 1973年12月23日 - 第1回マーチングバンド全国大会（現：マーチングバンド・バトントワーリング全国大会）を開催（於：東京体育館）、現在に至る
- 1979年 - 全日本マーチングバンド・バトントワリング連盟と改称[1]
- 1995年9月 - 全日本マーチングバンド・バトントワリング連盟の下部組織として「日本スポーツバトン協会」を設立
- 1997年6月8日 - 第1回ジャパンカラーガードフェスティバルを開催（於：兵庫県 須磨ノ浦女子高校）
  - 2001年 - 第5回より「ジャパンカラーガード＆パーカッションフェスティバル」と改称（翌年開催された第6回をもって終了）
- 2002年3月25日 - 第1回マーチング＆バトンステージ全国大会を開催（於：静岡県 アクトシティ浜松）
- 2002年6月2日 - 日本スポーツバトン協会が全日本マーチングバンド・バトントワリング連盟より独立
- 2004年 - 第31回マーチングバンド・バトントワリング全国大会に「カラーガード部門」を新設
- 2005年6月5日 - 日本マーチングバンド指導者協会と統合し、日本マーチングバンド・バトントワーリング協会と名称を定め新組織として発足[1]
- 2009年4月1日 - 一般社団法人格取得
- 2013年4月1日 - バトントワリングの管轄が「日本バトン協会」(日本スポーツバトン協会との合併による新組織）となり、一般社団法人 日本マーチングバンド協会と改称[1]。 これに伴い、2013年度からマーチングバンド・バトントワリング全国大会は「マーチングバンド全国大会」へ改称、マーチング＆バトンステージ全国大会は「マーチングステージ全国大会」へ改称
- 2015年2月15日 - 第42回マーチングバンド全国大会からカラーガード部門を別日別会場で開催（於：神奈川県 神奈川県民ホール）
- 2018年1月28日 - それまでのマーチングバンド全国大会カラーガード部門に新たにパーカッション部門を含めて、第1回カラーガード・マーチングパーカッション全国大会を開催（於：千葉県 幕張メッセ イベントホール）

## 連盟概要
2018年度現在、日本マーチングバンド協会は10の支部から成り立っている。

### 主な主催事業
- マーチングバンド・バトントワーリング全国大会
- マーチングステージ大会
- カラーガード・マーチングパーカッション大会
- サマーマーチングフェスティバル

### 組織構成
| 北海道支部 | 道央道北地区、道南地区、道西地区、道東地区                                       |
| 東北支部   | 青森県、岩手県、宮城県、秋田県、山形県、福島県                                   |
| 関東支部   | 茨城県、栃木県、群馬県、埼玉県、千葉県、東京都、神奈川県、山梨県、新潟県、長野県 |
| 東海支部   | 岐阜県、静岡県、愛知名古屋、愛知三河、三重県                                     |
| 北陸支部   | 富山県、石川県、福井県                                                           |
| 関西支部   | 京都府、大阪府、兵庫県、奈良県、和歌山県 ※滋賀県の加盟団体は京都府所属として扱う |
| 中国支部   | 鳥取県、岡山県、広島県                                                           |
| 四国支部   | 徳島県、香川県、愛媛県、高知県                                                   |
| 九州支部   | 福岡県、佐賀県、長崎県、熊本県、大分県、宮崎県、鹿児島県                         |
| 沖縄支部   | 沖縄県                                                                           |

- 配列は全国地方公共団体コードに基づいている。